# International Standard Recording Code
De International Standard Recording Code (ISRC) is een internationaal identificatiesysteem voor geluidsopnamen en muziekvideo's. Een ISRC is een unieke en permanente identificatie van een bepaalde opname en kan als een digitale vingerafdruk in een uitgave van die opname worden gecodeerd. Dit maakt het mogelijk om opnamen automatisch te identificeren bijvoorbeeld met het oog op het beheren van royalty's (innen van auteursrechten). De ISRC is verbonden aan de opname zelf en niet aan de fysieke vorm daarvan (eenzelfde opname die wordt uitgebracht op cd, muziekcassette of dvd-audio heeft één en dezelfde ISRC).
Het ISRC-systeem is vergelijkbaar met dat voor boeken (ISBN). Een muziekproducent (bijvoorbeeld een platenfirma) moet eerst een registratiecode aanvragen bij het nationaal ISRC-agentschap, of bij het International ISRC Agency in Londen als er geen nationaal ISRC-agentschap is. Daarna kan de producent aan zijn opnamen ISRC's toekennen die uit vier delen bestaan:
1. de ISO Landencode, bijvoorbeeld GB voor het Verenigd Koninkrijk, BE voor België, enz.
2. de registratiecode, dit zijn drie alfanumerieke tekens als identificatie van de muziekproducent
3. de laatste twee cijfers van het jaartal, bijvoorbeeld "03" voor 2003
4. een uniek getal van vijf cijfers dat de producent zelf toekent, bijvoorbeeld "00013"

De twee laatste delen worden door de muziekproducent zelf toegewezen. Bij het schrijven worden de delen met streepjes gescheiden en wordt "ISRC" voor de code geschreven. Een voorbeeld van een Amerikaanse ISRC is dus ISRC US-Z03-99-32476.
Het systeem is vastgelegd in de internationale norm ISO 3901:2001.
Het International ISRC Agency is ondergebracht bij het secretariaat van de International Federation of the Phonographic Industry (IFPI) in Londen (Groot-Brittannië).
De nationale ISRC-agentschappen in België en Nederland zijn:
- voor België: SIMIM (audio) en IMAGIA (video) in Brussel
- voor Nederland: SENA in Hilversum